# Senna occidentalis
Espèce
Senna occidentalis est une espèce de plantes à fleurs dicotylédones de la famille des Fabaceae, sous-famille des Caesalpiniaceae. C'est un arbrisseau originaire d'Amérique tropicale, désormais à répartition pantropicale.

## Noms vernaculaires
Balambala, bentamaré, café bâtard, café moka femelle, café des noirs, café-nègre, café puant, casse-café, casse-puante, cassie puante, dartrier, faux kinkéliba, herbe puante, indigo, gros indigo sauvage, séné à café, souveraine, zépyant.

## Description
Senna occidentalis est un sous-arbrisseau à port dressé, ou une plante herbacée, vivace à courte durée de vie (parfois annuelle), au feuillage exhalant une odeur fétide caractéristique, pouvant atteindre 2 mètres de haut, mais généralement plus basse (de 50 cm à 1 mètre), à racine pivotante.

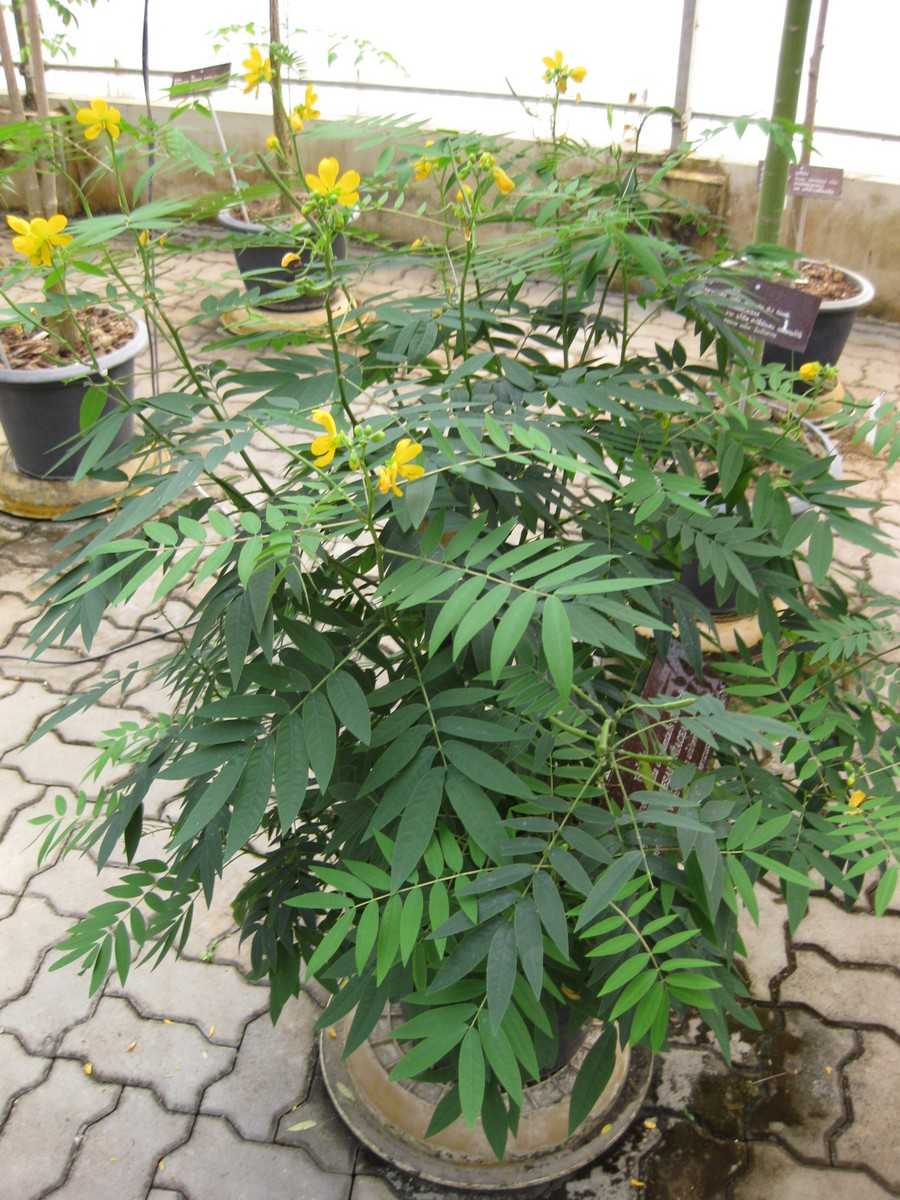
Arbrisseau Senna occidentalis, au Jardin botanique de la reine Sirikit, en Thaïlande.
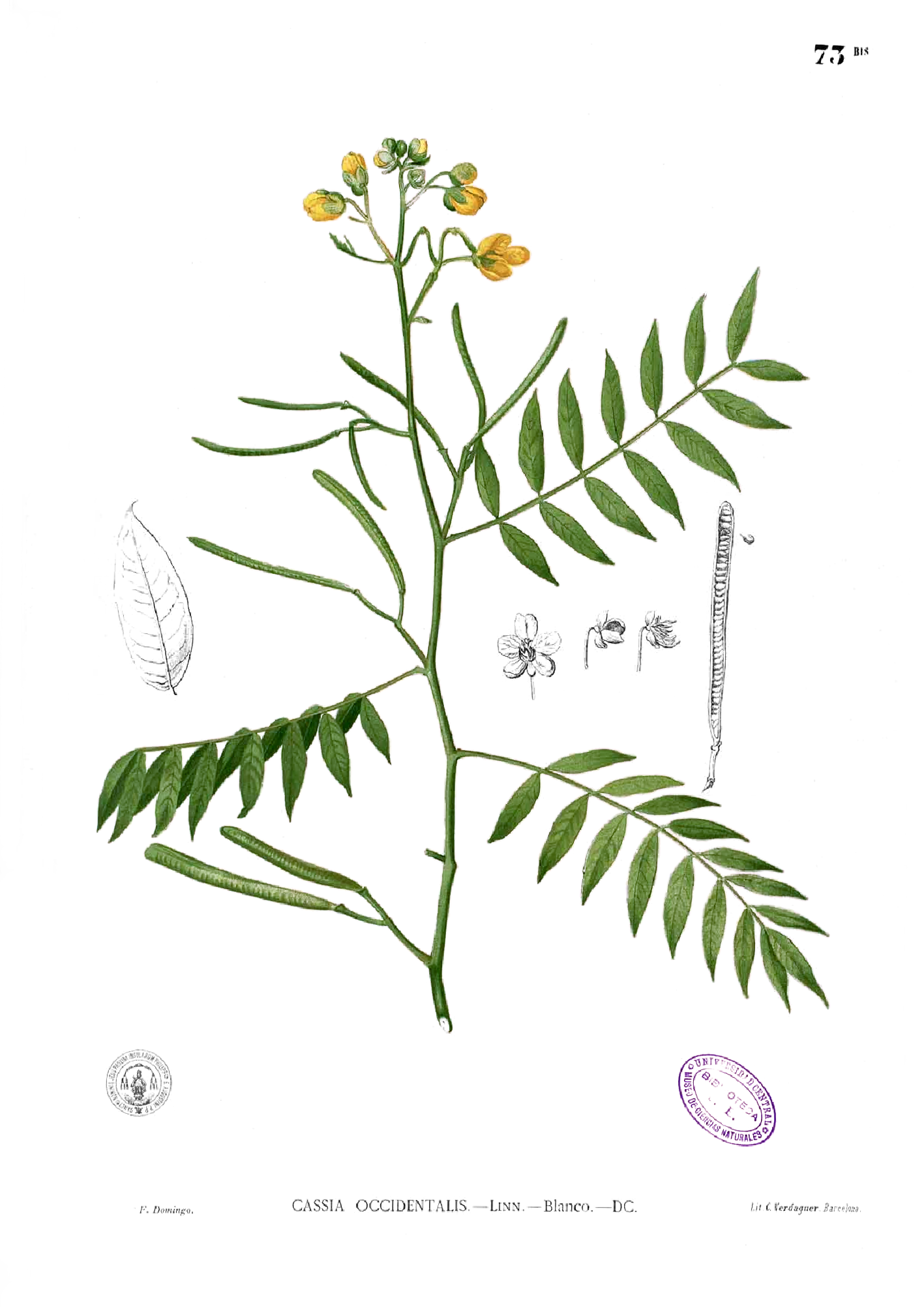
Senna occidentalis, illustration botanique.

Les feuilles, alternes, glabres, légèrement pubescentes à la face inférieure, portées par un court pétiole, sont composées paripennées et longues de 10 à 15 cm. Elles comptent 4 à 6 paires de folioles ovales à elliptiques, de 3 à 8 cm de long sur 15 à 40 mm de large. À la base du pétiole, se trouvent deux stipules triangulaires étroites, de 2 à 4 mm de long, précocement caduques,.
Les fleurs, de 1,5 à 3 cm de diamètre, solitaires ou groupées en grappes axillaires de 2 à 5 fleurs à l'extrémité des rameaux, présentent un calice formé de 5 sépales verts, elliptiques, une  corolle comprenant 5 pétales ovales, libres, de couleur jaune, d'environ 13 mm de long, 10 étamines inégales, dont 6 fertiles (2 grandes et 4 petites) et 4 staminodes, un ovaire linéaire, arqué, glabre, portant un stigmate récurvé, velu.
Le fruit est une gousse oblongue, légèrement arquée, aplatie, cloisonnée, de 10 à 15 cm de long sur 7 à 8 mm de large. La gousse, beige à maturité, est ascendante et renflée au niveau des graines et s'ouvre le long des deux bords. Elle contient de 20 à 60 graines disposées en ligne et séparées par une fine membrane. On peut entendre les graines en secouant la gousse.
Les graines oblongues, aplaties, de couleur brune, ont 4 mm de long sur et 3 mm de large,.

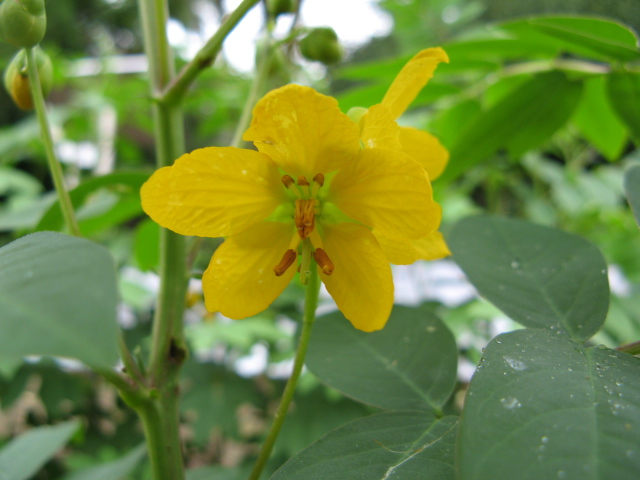
Fleur.
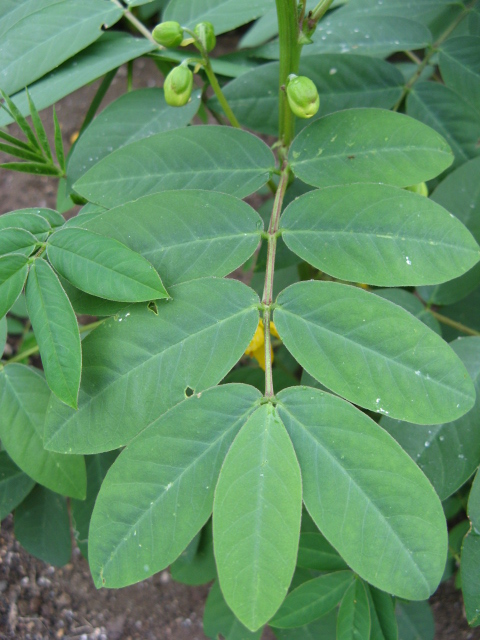
Feuille.
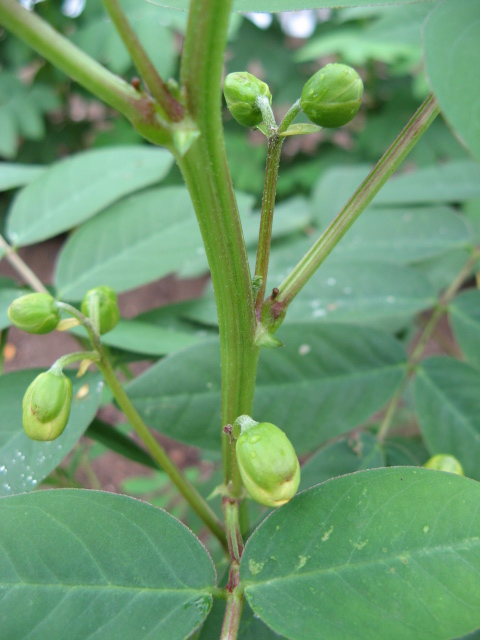
Tiges.
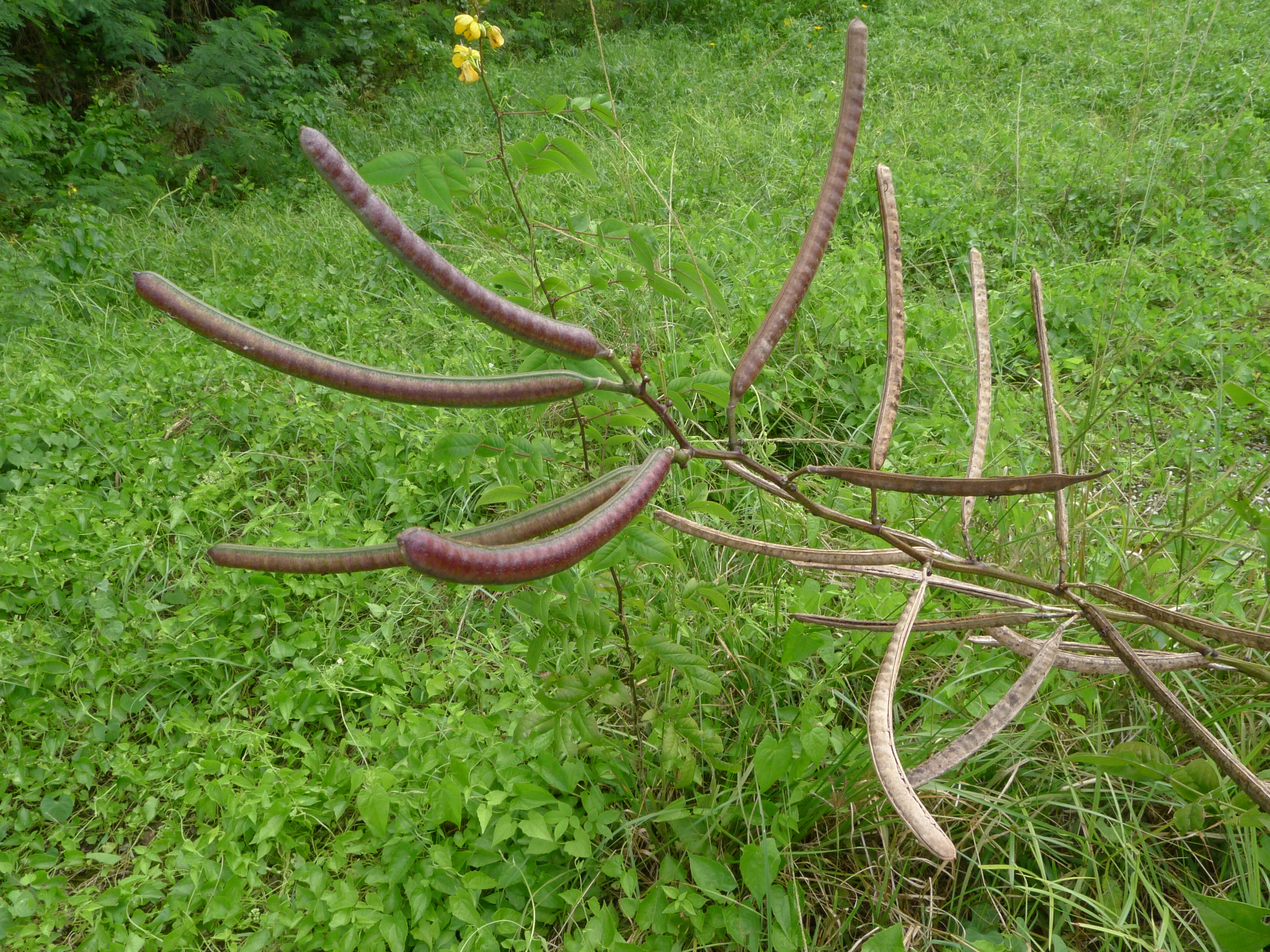
Gousses.

### Caryotype
Senna occidentalis est une espèce diploïde  2n = 2x = 28(ou 26).

## Distribution et habitat
L'aire de répartition originelle de Senna occidentalis se situe en Amérique tropicale depuis le Mexique au nord jusqu'à l'Argentine au sud. Cette aire inclut l'Amérique centrale et les Antilles, et en Amérique du Sud des pays tels que le Brésil (Parana, Rio Grande do Sul, Santa Catarina), le Venezuela, la Guyane, la Colombie, l'Équateur, l'Uruguay et le Paraguay.
L'espèce est largement cultivée dans les pays tropicaux et s'est naturalisée dans tous les continents : en Afrique (de la Libye à l'Afrique du Sud et du Sénégal à l'Éthiopie), en Asie tempérée (Arabie Saoudite, Yémen, Iran, Irak, Liban, Chine), en Asie tropicale : sous-continent indien, en Asie du Sud-Est (Indonésie, Papouasie-Nouvelle-Guinée, îles Salomon, Cambodge, Laos, Thaïlande, Vietnam, Malaisie, Philippines, Singapour), ainsi qu'en Australie et en Océanie (Hawaï, îles Marshall, Micronésie, îles Mariannes du Nord, Palaos, Polynésie française, Pitcairn, Fidji, Nauru, Nouvelle-Calédonie, Nioué, Samoa, Tonga).
La plante s'est également naturalisée dans certains États des États-Unis (Alabama, Arkansas, Floride, Géorgie, Mississippi, Caroline du Nord, Caroline du Sud, Oklahoma, Tennessee, Texas, Virginie).

## Utilisations
Cette plante est parfois utilisée comme plante médicinale, et ses graines comme succédané du café. Elle contient des phytotoxines responsables d'intoxication du bétail et d'un syndrome encéphalopathique chez des enfants en Inde.
C'est une également une mauvaise herbe des cultures, qui est classée comme envahissante dans certains territoires.

## Taxinomie
L'espèce a été initialement décrite par Linné sous le nom de Cassia occidentalis (basionyme) et publiée en 1753 dans son Species plantarum.
Elle a par la suite été transférée dans le genre Senna prenant son nom actuel qui lui avait été attribué par le botaniste allemand Heinrich Friedrich Link en 1829  dans Handbuch zur Erkennung der nutzbarsten und am häufigsten vorkommenden Gewächse 2: 140.

### Synonymes
Selon Catalogue of Life (27 août 2018) :
- Cassia occidentalis L.
- Cassia caroliniana Walter
- Cassia ciliata Raf.
- Cassia falcata L.
- Cassia foetida Pers.
- Cassia laevigata sensu auct. (nom mal appliqué)
- Cassia macradenia Collad.
- Cassia obliquifolia Schrank
- Cassia occidentalis (L.)Rose
- Cassia occidentalis L. (basionyme)
- Cassia occidentalis var. arista sensu Hassk., non DC. (nom mal appliqué)
- Cassia occidentalis var. aristata Collad.
- Cassia planisiliqua L.
- Ditramexa occidentalis Britton & Rose
- Ditremexa occidentalis (L.) Britton & Wilson

### Liste des variétés
Selon Tropicos (27 août 2018) :
- Senna occidentalis var. sophera (L.) X.Y. Zhu